# Dušan Manđer
Dušan Manđer (Split, 16. studenoga 1870. − 1940.) je bio hrvatski prosvjetni i kulturni djelatnik, publicist i knjižničar. Zaslužan za osnivanje školskih i knjižničarskih ustanova. 
Sin je Ivana Mangjera, splitskog odvjetnika i gradonačelnika.

## Životopis
Rodio se je u Splitu 1870. godine. Završio je studij fizike i kemije na Filozofskom fakultetu. Zaposlio se je na velikoj realnoj gimnaziji u Splitu. 1903. godine osnovao je splitsku Gradsku knjižnicu kojoj je bio ravnateljem do kraja života. Prosvjetiteljski rad nije mu se zaustavio na tome. 1918. utemeljio je u rodnom gradu i Državnu žensku gimnaziju kojoj je bio ravnateljem.
Pisao je radove o školstvu i kulturnom životu.

## Zanimljivosti
Tetci Dušana Manđera su hrvatski preporodni prvak Natko Nodilo i talijanaški političar Luigi Vjekoslav Ziliotto (čelnik Talijanske stranke u Dalmaciji i zadarskog gradonačelnika). Sestre Manđerove majke Luige r. de Paitoni su Marija (supruga Luigija Vjekoslava Ziliotta) i Julija (supruga Natka Nodila).